# Commissione Affari costituzionali del Senato della Repubblica
La Commissione permanente 1ª Affari costituzionali, affari della Presidenza del Consiglio e dell'Interno, ordinamento generale dello Stato e della Pubblica Amministrazione, editoria, digitalizzazione è un organo del Senato della Repubblica italiana.

## Funzione
Il compito della Commissione è quello di valutare progetti di legge di revisione alla Costituzione e altre leggi costituzionali, e, per quanto riguarda la legislazione ordinaria l'ordinamento generale della pubblica amministrazione; la disciplina generale del pubblico impiego, che rifluiva in questo ambito competenziale, a decorrere dalla XVIII legislatura repubblicana passerà alla Commissione lavoro. 
Su materie specifiche, la sua attività si riferisce ai settori normativi e di azione dell'amministrazione dell'interno: sicurezza pubblica, enti locali, immigrazione, affari di culto, servizio elettorale, mentre ha una competenza generale sulle regole dell'agire politico: Legge elettorale, statuto e finanziamento dei partiti, forme della comunicazione politica.
Nella grande attività consultiva pronuncia il suo parere, per lo più nella sede ristretta di un'apposita sottocommissione su quasi tutti i disegni di legge e gli emendamenti all'esame delle altre commissioni, valutandone la compatibilità a diversi parametri: precetti costituzionali, organizzazione della pubblica amministrazione, princìpi generali dell'ordinamento, qualità legislativa e corretta collocazione delle nuove norme nel sistema delle fonti del diritto.
Una peculiare funzione consultiva riguarda i presupposti costituzionali dei decreti-legge. Infine, rende pareri sia alle altre commissioni sia all'Assemblea del Senato al fine di valutare la conformità dei disegni di legge e degli emendamenti all'assetto costituzionale del riparto delle competenze normative tra lo Stato e le regioni.
Attualmente all'interno della Commissione sono presenti tre sottocommissioni: la Sottocommissione per le politiche della sicurezza, il Comitato per i pareri e la Sottocommissione per le politiche delle pari opportunità.

## Composizione
La Commissione è composta da 21 senatori (di cui due segretari, due vicepresidenti e un presidente) scelti in modo omogeneo tra i componenti del Senato della Repubblica, in modo da rispecchiarne le forze politiche presenti. Essi sono scelti dai gruppi parlamentari (e non dal Presidente, come invece accade per l'organismo della Giunta parlamentare): per la nomina dei membri ciascun Gruppo, entro cinque giorni dalla propria costituzione, procede, dandone comunicazione alla Presidenza del Senato, alla designazione dei propri rappresentanti nelle singole Commissioni permanenti. 
Ogni senatore chiamato a far parte del governo o eletto presidente della Commissione è, per la durata della carica, sostituito dal suo gruppo nella Commissione con un altro senatore, che continuerà ad appartenere anche alla Commissione di provenienza. Tranne in rari casi nessun Senatore può essere assegnato a più di una Commissione permanente. Le Commissioni permanenti sono rinnovate dopo il primo biennio della legislatura ed i loro componenti possono essere confermati, ma i gruppi parlamentari possono cambiare i propri membri autonomamente in qualsiasi momento, sostituendoli, aggiungendoli o rimuovendoli, modificando di conseguenza anche il numero totale dei componenti della Commissione.

## Presidenti
| N° | Presidente     | Presidente     | Presidente                            | Gruppo parlamentare                                                               | Mandato           | Mandato           | Legislatura  |
| N° | Presidente     | Presidente     | Presidente                            | Gruppo parlamentare                                                               | Inizio            | Fine              | Legislatura  |
| --- | -------------- | -------------- | ------------------------------------- | --------------------------------------------------------------------------------- | ----------------- | ----------------- | ------------ |
| 1ª Affari della Presidenza del Consiglio e dell'Interno |                |                |                                       |                                                                                   |                   |                   |              |
| 1 |                |                | Umberto Merlin (1885-1964)            | Democratico Cristiano                                                             | 17 giugno 1948    | 28 luglio 1950    | I (1948)     |
| 2 |                |                | Umberto Tupini (1889-1973)            | Democratico Cristiano                                                             | 29 luglio 1950    | 17 marzo 1953     | I (1948)     |
| 3 |                |                | Antonio Boggiano Pico (1873-1965)     | Democratico Cristiano                                                             | 24 marzo 1953     | 24 giugno 1953    | I (1948)     |
| - |                |                | Umberto Tupini (1889-1973)            | Democratico Cristiano                                                             | 28 luglio 1953    | 17 gennaio 1954   | II (1953)    |
| 4 |                |                | Mario Zotta (1904-1963)               | Democratico Cristiano                                                             | 16 marzo 1954     | 2 luglio 1957     | II (1953)    |
| 5 |                |                | Leopoldo Baracco (1886-1966)          | Democratico Cristiano                                                             | 17 luglio 1957    | 11 giugno 1958    | II (1953)    |
| 5 | 10 luglio 1958 | 15 maggio 1963 | Leopoldo Baracco (1886-1966)          | Democratico Cristiano                                                             | III (1958)        |                   |              |
| 6 |                |                | Bonaventura Picardi (1911-1988)       | Democratico Cristiano                                                             | 5 luglio 1963     | 22 marzo 1966     | IV (1963)    |
| 7 |                |                | Domenico Schiavone (1890-1973)        | Democratico Cristiano                                                             | 23 marzo 1966     | 4 giugno 1968     | IV (1963)    |
| 8 |                |                | Alfonso Tesauro (1900-1976)           | Democratico Cristiano                                                             | 18 luglio 1968    | 30 settembre 1971 | V (1968)     |
| 1ª Affari costituzionali, affari della Presidenza del Consiglio e dell'Interno, ordinamento generale dello Stato e della Pubblica Amministrazione                             |                |                |                                       |                                                                                   |                   |                   |              |
| - |                |                | Alfonso Tesauro (1900-1976)           | Democratico Cristiano                                                             | 1º ottobre 1971   | 24 maggio 1972    | V (1968)     |
| - | 11 luglio 1972 | 4 luglio 1976  | Alfonso Tesauro (1900-1976)           | Democratico Cristiano                                                             | VI (1972)         |                   |              |
| 9 |                |                | Luigi Gui (1914-2010)                 | Democratico Cristiano                                                             | 27 luglio 1976    | 28 marzo 1977     | VII (1976)   |
| 10 |                |                | Antonino Murmura (1926-2014)          | Democratico Cristiano                                                             | 29 marzo 1977     | 19 giugno 1979    | VII (1976)   |
| 10 | 11 luglio 1979 | 11 luglio 1983 | Antonino Murmura (1926-2014)          | Democratico Cristiano                                                             | VIII (1979)       |                   |              |
| 11 |                |                | Francesco Paolo Bonifacio (1923-1989) | Democratico Cristiano                                                             | 11 agosto 1983    | 1º luglio 1987    | IX (1983)    |
| 12 |                |                | Leopoldo Elia (1925-2008)             | Democratico Cristiano                                                             | 4 agosto 1987     | 22 aprile 1992    | X (1987)     |
| 13 |                |                | Antonio Gava (1930-2008)              | Democratico Cristiano                                                             | 17 giugno 1992    | 7 settembre 1992  | XI (1992)    |
| 14 |                |                | Antonio Maccanico (1924-2013)         | Repubblicano                                                                      | 30 settembre 1992 | 29 aprile 1993    | XI (1992)    |
| 15 |                |                | Lorenzo Acquarone (1931-2020)         | Partito Popolare Italiano - Democrazia Cristiana                                  | 19 maggio 1993    | 14 aprile 1994    | XI (1992)    |
| 16 |                |                | Aldo Corasaniti (1922-2011)           | Sinistra Democratica                                                              | 2 giugno 1994     | 8 maggio 1996     | XII (1994)   |
| 17 |                |                | Massimo Villone (1944–)               | Democratici di Sinistra - l'Ulivo                                                 | 5 giugno 1996     | 29 maggio 2001    | XIII (1996)  |
| 18 |                |                | Andrea Pastore (1947–)                | Forza Italia                                                                      | 26 giugno 2001    | 27 aprile 2006    | XIV (2001)   |
| 19 |                |                | Nicola Mancino (1931–)                | L'Ulivo                                                                           | 6 giugno 2006     | 11 luglio 2006    | XV (2006)    |
| 20 |                |                | Enzo Bianco (1951–)                   | Partito Democratico-L'Ulivo                                                       | 12 luglio 2006    | 28 aprile 2008    | XV (2006)    |
| 21 |                |                | Carlo Vizzini (1947–)                 | Il Popolo della Libertà (2008-2011) Unione di Centro, SVP e Autonomie (2011-2013) | 22 maggio 2008    | 14 marzo 2013     | XVI (2008)   |
| 22 |                |                | Anna Finocchiaro (1955–)              | Partito Democratico                                                               | 7 maggio 2013     | 11 dicembre 2016  | XVII (2013)  |
| 23 |                |                | Salvatore Torrisi (1957–)             | Alternativa Popolare - Centristi per l'Europa - NCD                               | 5 aprile 2017     | 22 marzo 2018     | XVII (2013)  |
| 24 |                |                | Stefano Borghesi (1977–)              | Lega - Salvini Premier - Partito Sardo d'Azione                                   | 21 giugno 2018    | 28 luglio 2020    | XVIII (2018) |
| 25 |                |                | Dario Parrini (1973–)                 | Partito Democratico                                                               | 29 luglio 2020    | 12 ottobre 2022   | XVIII (2018) |
| 1ª Affari costituzionali, affari della Presidenza del Consiglio e dell'interno, ordinamento generale dello Stato e della pubblica amministrazione, editoria, digitalizzazione |                |                |                                       |                                                                                   |                   |                   |              |
| 26 |                |                | Alberto Balboni (1959–)               | Fratelli d'Italia                                                                 | 10 novembre 2022  | in carica         | XIX (2022)   |

## Procedure
La Commissione viene convocata per la prima volta dal presidente del Senato per procedere alla propria costituzione. L'Ufficio di Presidenza della Commissione, integrato dai rappresentanti dei gruppi, predispone il programma e il calendario dei lavori, che sono stabiliti in modo da assicurare l'esame in via prioritaria dei disegni di legge e degli altri argomenti compresi nel programma e nel calendario dell'Assemblea. Quando la discussione di un determinato argomento, anche non compreso nel programma, sia richiesta da almeno un quinto dei componenti della Commissione, l'inserimento nell'ordine del giorno in tempi brevi è rimesso all'Ufficio di Presidenza della Commissione stessa. Al termine di ciascuna seduta, di norma, il presidente della Commissione annuncia la data, l'ora e l'ordine del giorno della seduta successiva e viene di conseguenza stampato e pubblicato l'ordine del giorno.

## Composizione nella XIX legislatura (2022 -in corso)
Elenco dei membri ad aprile 2024
| Gruppo parlamentare                                     | Gruppo parlamentare                                                                                 | Senatore                                                  |
| ------------------------------------------------------- | --------------------------------------------------------------------------------------------------- | --------------------------------------------------------- |
|                                                         | Fratelli d'Italia                                                                                   | Alberto Balboni (presidente)                              |
|                                                         | Lega Salvini Premier - Partito Sardo d'Azione                                                       | Paolo Tosato (vicepresidente)                             |
|                                                         | Partito Democratico - Italia Democratica e Progressista                                             | Dario Parrini (vicepresidente)                            |
|                                                         | Fratelli d'Italia                                                                                   | Domenica Spinelli (segretaria)                            |
|                                                         | MoVimento 5 Stelle                                                                                  | Roberto Cataldi (segretario)                              |
|                                                         | Fratelli d'Italia                                                                                   | Costanzo Della Porta                                      |
| Andrea De Priamo (in sostituzione di Daniela Santanchè) | Fratelli d'Italia                                                                                   |                                                           |
| Marco Lisei                                             | Fratelli d'Italia                                                                                   |                                                           |
| Marcello Pera                                           | Fratelli d'Italia                                                                                   |                                                           |
|                                                         | Partito Democratico - Italia Democratica e Progressista                                             | Andrea Giorgis                                            |
| Marco Meloni                                            | Partito Democratico - Italia Democratica e Progressista                                             |                                                           |
| Valeria Valente                                         | Partito Democratico - Italia Democratica e Progressista                                             |                                                           |
|                                                         | Lega Salvini Premier - Partito Sardo d'Azione                                                       | Daisy Pirovano                                            |
| Nicoletta Spelgatti                                     | Lega Salvini Premier - Partito Sardo d'Azione                                                       |                                                           |
|                                                         | MoVimento 5 Stelle                                                                                  | Alessandra Maiorino                                       |
|                                                         | Forza Italia - Berlusconi Presidente - PPE                                                          | Mario Occhiuto (in sostituzione di Francesco Paolo Sisto) |
| Daniela Ternullo (in sostituzione di Alberto Barachini) | Forza Italia - Berlusconi Presidente - PPE                                                          |                                                           |
|                                                         | Italia Viva - Il Centro - Renew Europe                                                              | Dafne Musolino                                            |
|                                                         | Per le Autonomie (SVP-Patt, Campobase)                                                              | Meinhard Durnwalder                                       |
|                                                         | Civici d'Italia - Noi moderati (UDC - Coraggio Italia - Noi con l'Italia - Italia al Centro) - MAIE | Mario Borghese                                            |
|                                                         | Misto-Alleanza Verdi e Sinistra                                                                     | Peppe De Cristofaro                                       |
|                                                         | Misto-Azione-Renew Europe                                                                           | Mariastella Gelmini                                       |